# Шора (приток Томи)
Шо́ра (в верховье — Большая Шора) — река в России, протекает по Аскизскому району Республики Хакасия. Устье реки находится в 772 км от устья Томи по левому берегу. Длина реки составляет 47 км.
Протекает в северных отрогах Абаканского хребта. Исток — на юге района, на границе Аскизского и Таштыпского районов, устье — в 7 км восточнее села Балыкса. Шора имеет множество мелких притоков без названия. Режим реки подчиняется общим закономерностям этой области.

## Притоки
- Гремучий
- 11 км: Малая Шора
- 13 км: Хосхол
- Хабырга

## Данные водного реестра
По данным государственного водного реестра России относится к Верхнеобскому бассейновому округу, водохозяйственный участок реки — Томь от истока до города Новокузнецк, без реки Кондома, речной подбассейн реки — Томь. Речной бассейн реки — (Верхняя) Обь до впадения Иртыша.